# دان هودسون (لاعب هوكي الجليد)
دان هودسون (بالفرنسية: Dan Hodgson)‏ (و. 1965  م) هو لاعب هوكي الجليد كندي، مركز لعبه هو وسط ‏.

## روابط خارجية
- دان هودسون على موقع دوري الهوكي الوطني (الإنجليزية)
- دان هودسون على موقع EliteProspects.com (الإنجليزية)
- دان هودسون على موقع Eurohockey.com (الإنجليزية)
- دان هودسون على موقع HockeyDB.com (الإنجليزية)
- دان هودسون على موقع Hockey-Reference.com (الإنجليزية)